# Hangjongere

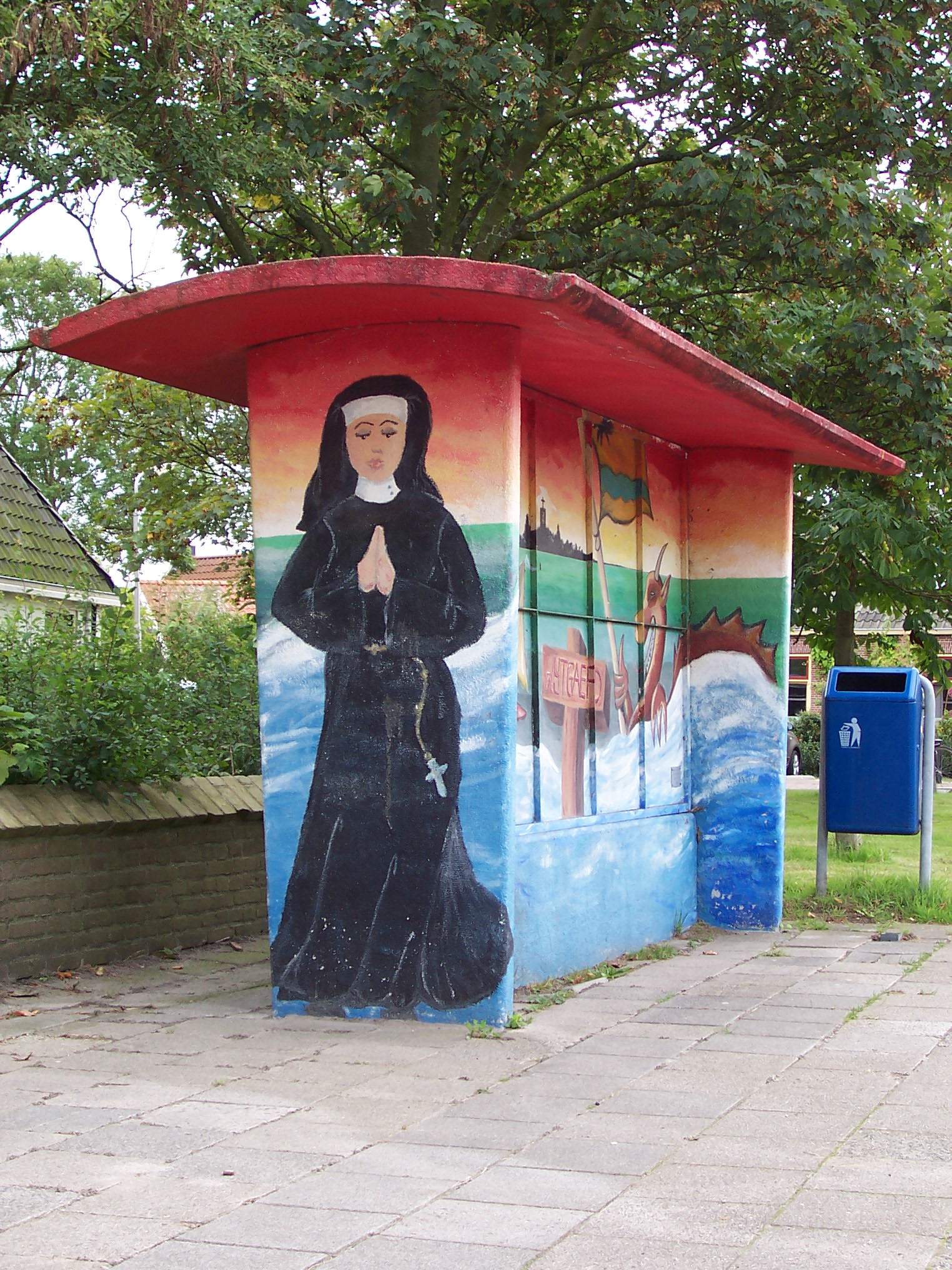
Hangplek in Wijtgaard, Friesland

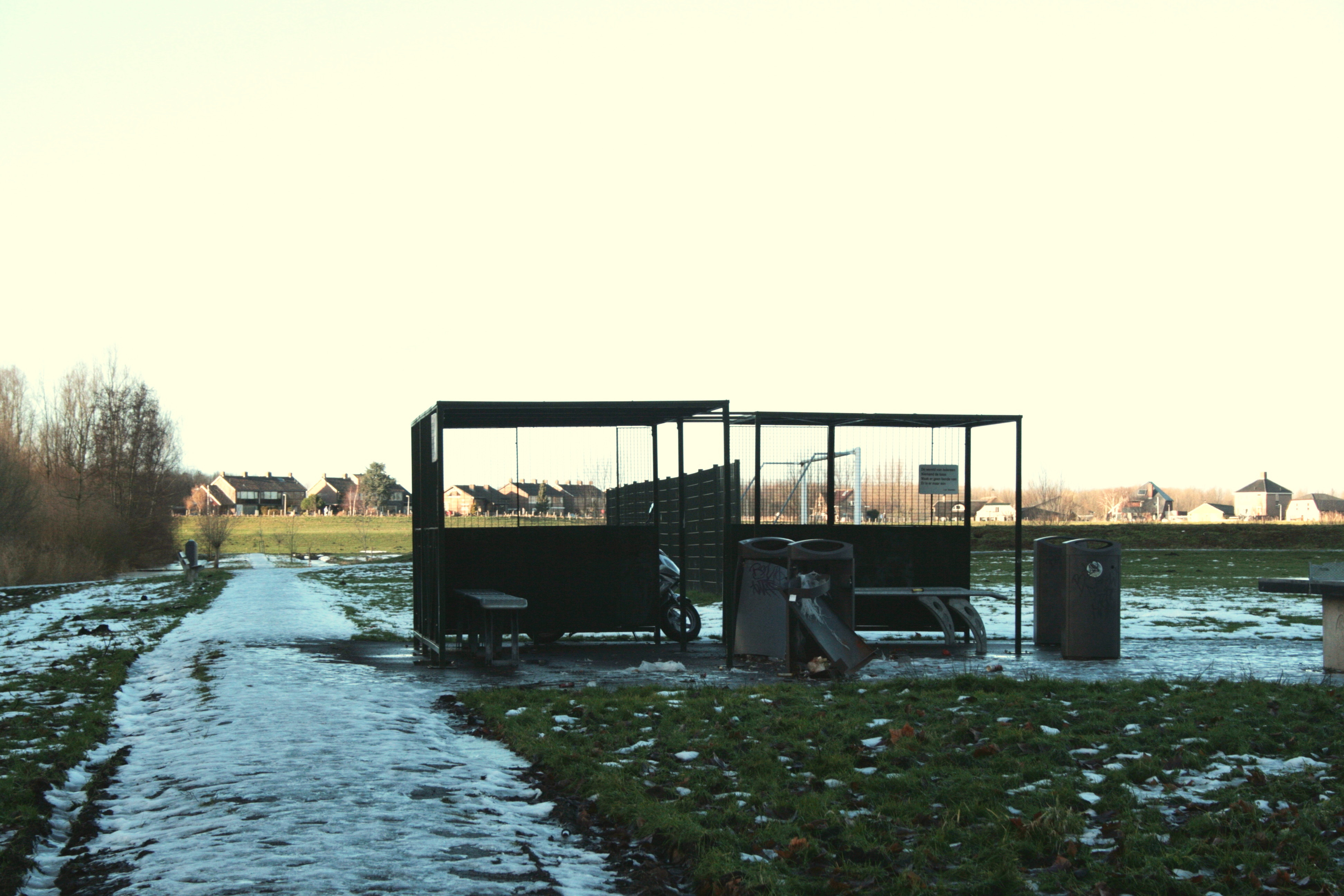
JOP op het Ommoordse veld, Rotterdam

Hangjongeren (ook wel hangjeugd) zijn jongeren die langdurig op een bepaalde plaats in de openbare ruimte verblijven (rondhangen). Soms worden hiervoor speciale hangplekken ingericht door gemeenten. Naast hangjongeren worden ook hangouderen onderscheiden.

## Kenmerken
De hangplek die men hiervoor uitkiest is vaak een centrale plaats in een wijk, zoals een winkelcentrum of speelplaats, of op stations en in bushaltes. Het ontstaan van hangplekken is op zich logisch te verklaren. De jeugd heeft behoefte aan sociale interactie anders dan tijdens een bezigheid om zo alledaagse zaken te bespreken. Ook is het sommige jongeren niet toegestaan hun vrienden thuis uit te nodigen. Men zit of staat dus graag op een openbare plek te praten, soms onder het genot van frisdrank of bier, sigaretten en drugs. Op de hangplek wordt stoer gedaan, verworvenheden worden getoond, of gewoon plezier gemaakt. Vaak vinden de eerste schuchtere verkenningen van leeftijdgenoten van het andere geslacht plaats. Hangjongeren zijn meestal tussen 12 en 20 jaar oud.
Het rondhangen kan worden afgewisseld met andere activiteiten, zoals het rondrijden op bromfietsen of het spelen met skateboard of voetbal. In de weken rond de jaarwisseling wordt het gekochte vuurwerk uitgetest.

## Overlast
Hoewel het verschijnsel van rondhangende jeugd zeer oud is, wordt het vooral de laatste decennia als een probleem gedefinieerd. Buurtbewoners, vooral ouderen en vrouwen, ervaren overlast in de vorm van lawaai en ergeren zich over achtergelaten rommel en besmeuring van muren, straat en straatmeubilair met kauwgom, peuken, speeksel, of kapotte flessen. Ze voelen zich onveilig in de nabijheid van de jongeren, vooral als er luidruchtig opmerkingen worden gemaakt of naar hen wordt gefloten. De jongeren worden nogal eens als intimiderend beschouwd, niet alleen vanwege hun houding maar ook door hun aantal. Ook andere jongeren, die zelf niet bekend zijn met het fenomeen "hangen", kunnen worden afgeschrikt doordat zij zich ongemakkelijk of zelfs bedreigd voelen door de samenscholende jeugd.

### Maatregelen
In een groot aantal plaatsen in Nederland, onder andere in Rotterdam, Zwolle en Wierden, zijn op bepaalde plekken in de openbare ruimte zogenaamde Mosquitosystemen aangelegd. Deze veroorzaken een voor jongeren onaangenaam zoemgeluid dat voor 25-plussers niet hoorbaar is. Men wil zo selectief jongeren van bepaalde plaatsen verjagen. Ook het buiten draaien van klassieke muziek kan hangjongeren verjagen. Een school in Schiedam doet dit zelfs met muziek uit de Efteling die op een speciale geluidsinstallatie wordt afgespeeld. Dit blijkt zeer effectief te zijn, want zodra deze installatie wordt aangezet, blijven de hangjongeren weg. Hetzelfde wordt gedaan in de IJ-passage op Station Amsterdam Centraal. Ook hier blijkt dit zeer goed te werken.
Soms werkt de overheid in overleg met de buurt en de jongeren mee aan het creëren van officiële hangplaatsen op locaties die omwonenden weinig last bezorgen. Dit zijn de zogenaamde JOP's; JongerenOntmoetingsPlaatsen.
Een andere manier om overlast van hangjongeren te beperken is het aanstellen van straatcoaches. Deze mensen zouden de taal van de jongeren spreken. Ze weten wat er op straat omgaat, maken een grapje als het kan en zijn serieus als dat nodig is. In sommige steden zijn er positieve ervaringen mee.